# Copa América 2015
La Copa América 2015 fue la cuadragésima cuarta edición de la principal competencia futbolística entre selecciones nacionales de América del Sur. El torneo fue organizado por la Conmebol, ente administrador del fútbol en Sudamérica y órgano del fútbol afiliado a la FIFA, y se llevó a cabo por séptima vez en Chile entre el 11 de junio y el 4 de julio. Participaron en él todos los equipos representativos de las asociaciones agrupadas en la Conmebol y dos invitados provenientes de la Concacaf.
Chile, la selección anfitriona, se adjudicó esta edición al derrotar a Argentina por 4-1 en definición por penales tras empatar la final 0-0 en 120 minutos de juego. De esta manera, logró su primera Copa América —anteriormente, había logrado cuatro subcampeonatos: en 1955, 1956, 1979 y 1987—, el primer título en su historia futbolística. Por su parte, Argentina volvió a llegar a una final de Copa América, la última en 2007. En su calidad de campeón, Chile representó a la Conmebol en la X Copa FIFA Confederaciones, disputada en Rusia en junio de 2017.
Según el Ministerio de Economía, el torneo atrajo a 88 500 turistas que gastaron 70 000 000 de dólares.

## Elección del país anfitrión

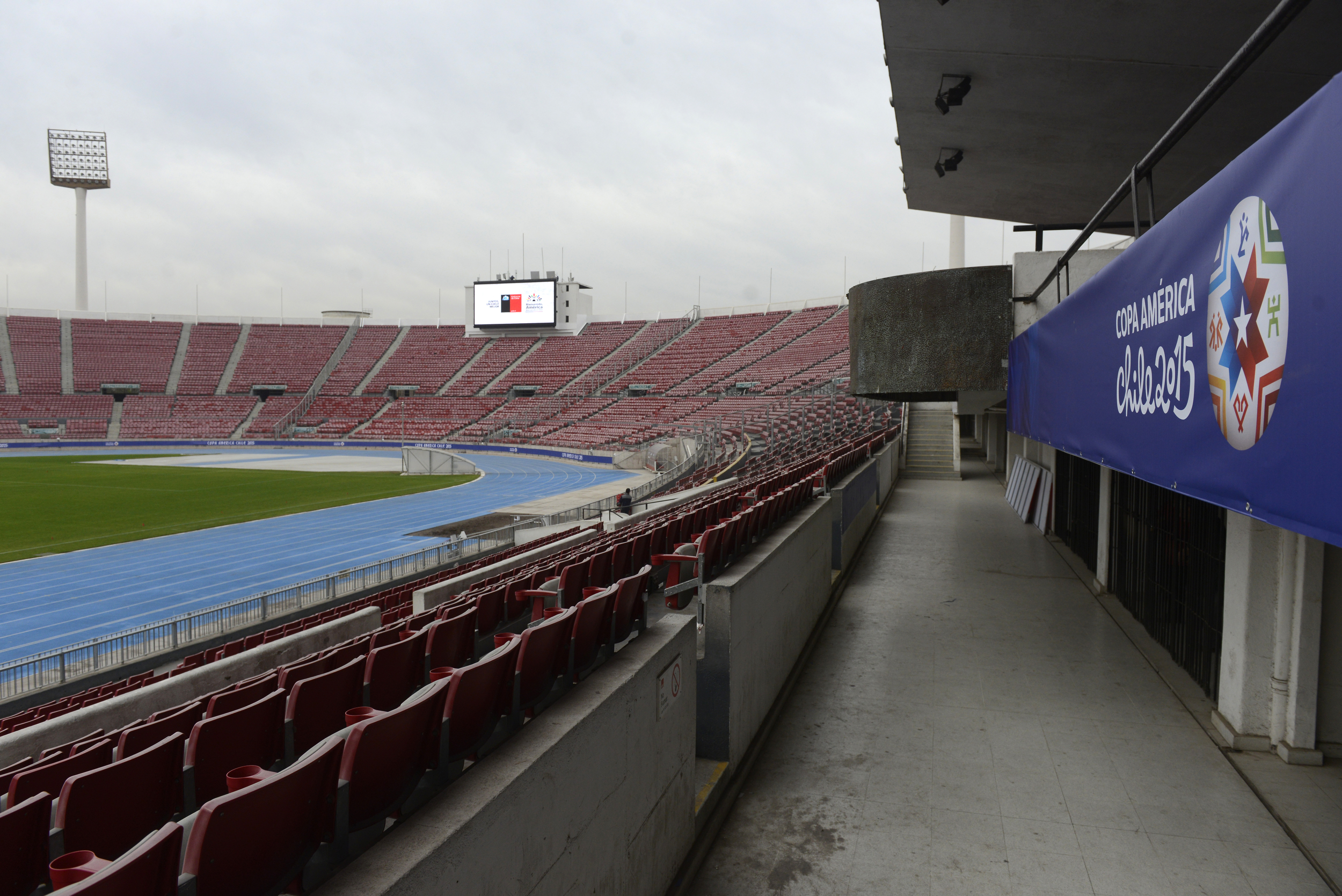
Vista del Estadio Nacional Julio Martínez Prádanos, principal estadio de Chile y sede de la ignauración y final de la Copa América 2015.

Pese a la voluntad de la Conmebol de celebrar el torneo en Brasil, la realización de la Copa FIFA Confederaciones 2013, la Copa Mundial de Fútbol de 2014 y de los Juegos Olímpicos de Río de Janeiro 2016 en ese país, hizo reconsiderar la decisión.
Aunque el entonces presidente de la Conmebol, Nicolás Leoz, propuso la realización del torneo en México (pese a que ese país pertenece a la Concacaf), los respectivos gobernantes de Brasil y Chile discutieron la posibilidad de intercambiar la organización de los torneos de 2015 y 2019, cuando a Chile le correspondía originalmente. El entendimiento se vio posteriormente refrendado por la aceptación de la Confederación Brasileña de Fútbol (CBF) de organizar la Copa América 2019 en reemplazo de la de 2015, intercambiando la organización del torneo con la federación chilena. No obstante, Bolivia también expresó su interés por tomar el lugar de Brasil en la realización de la Copa, siendo la intención oficial por parte del presidente de la Nación, Evo Morales, y el de la Federación Boliviana de Fútbol, Carlos Chávez. Sin embargo, en noviembre de 2010, la CBF, a través de su entonces presidente Ricardo Teixeira, retrocedió en su postura y reafirmó la realización del torneo de 2015 en Brasil  —su intención era que su país organizara los cuatro eventos en cuatro años, mientras él fuera el presidente de la CBF—. Finalmente, y en un giro inesperado, sobre todo por la renuncia de Teixeira a la presidencia de la CBF y la asunción al cargo de su sucesor José Maria Marin, Brasil decidió ceder su cupo a Chile a cambio del de 2019.
La historia oficial cuenta que Sergio Jadue, presidente de la FFCh y de la ANFP, se trasladó a Luque, sede de la Conmebol, y, en una reunión de dos horas, convenció a los miembros de la CBF de otorgar la sede a Chile. Luego consiguió el apoyo de otros países de la Confederación y solicitó la aprobación de Leoz, quien se la otorgó. Así, el 23 de marzo de 2012, el diario chileno La Tercera publicó que el presidente Jadue había logrado que Brasil intercambiara con Chile la organización de los eventos de 2015 y 2019. La información fue oficialmente confirmada por el propio Jadue en una conferencia de prensa, efectuada en la sede de la FFCh/ANFP.

## Organización

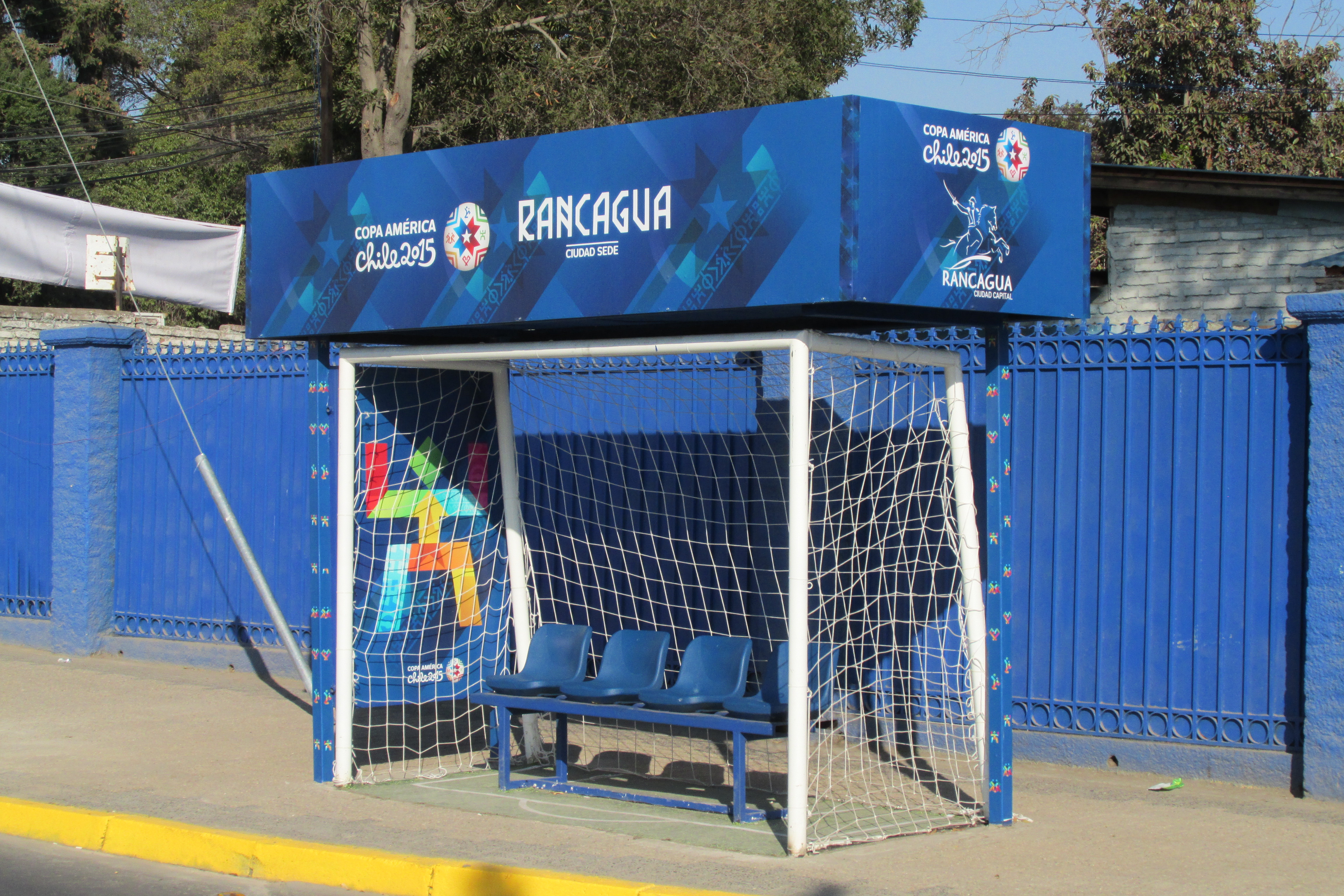
En la sede de Rancagua, se adornaron los paraderos de autobús con motivo de la copa.

### Sedes
El 5 de diciembre de 2012 se publicó la lista preliminar de las trece ciudades que aspiraban a ser sedes del torneo —así como de la Copa Mundial de Fútbol Sub-17 de 2015, disputada en Chile entre octubre y noviembre de 2015—. La lista definitiva se publicó el 15 de diciembre.
El 11 de noviembre de 2014 la organización del torneo ratificó a Concepción como una de las subsedes del torneo, pese a los retrasos en la remodelación de su estadio. Además, se determinó que el Estadio Monumental de Santiago fuera subsede del torneo, por lo que la capital chilena tuvo dos recintos para albergar el torneo (Nacional y Monumental). Finalmente, las sedes fueron las siguientes ocho ciudades (de norte a sur): Antofagasta, La Serena, Viña del Mar, Valparaíso, Santiago, Rancagua, Concepción y Temuco.
| AntofagastaLa SerenaViña del Mar ValparaísoSantiagoRancaguaConcepciónTemuco | Antofagasta                       | La Serena                                | Viña del Mar                      |
| --------------------------------------------------------------------------- | --------------------------------- | ---------------------------------------- | --------------------------------- |
| AntofagastaLa SerenaViña del Mar ValparaísoSantiagoRancaguaConcepciónTemuco | Estadio Regional Calvo y Bascuñán | Estadio La Portada                       | Estadio Sausalito                 |
| AntofagastaLa SerenaViña del Mar ValparaísoSantiagoRancaguaConcepciónTemuco | Capacidad: 21 178                 | Capacidad: 18 243                        | Capacidad: 23 423                 |
| AntofagastaLa SerenaViña del Mar ValparaísoSantiagoRancaguaConcepciónTemuco |                                   |                                          |                                   |
| AntofagastaLa SerenaViña del Mar ValparaísoSantiagoRancaguaConcepciónTemuco | Valparaíso                        | Santiago                                 | Santiago                          |
| AntofagastaLa SerenaViña del Mar ValparaísoSantiagoRancaguaConcepciónTemuco | Estadio Elías Figueroa Brander    | Estadio Nacional Julio Martínez Prádanos | Estadio Monumental David Arellano |
| AntofagastaLa SerenaViña del Mar ValparaísoSantiagoRancaguaConcepciónTemuco | Capacidad: 20 575                 | Capacidad: 48 665                        | Capacidad: 47 347                 |
| AntofagastaLa SerenaViña del Mar ValparaísoSantiagoRancaguaConcepciónTemuco |                                   |                                          |                                   |
| AntofagastaLa SerenaViña del Mar ValparaísoSantiagoRancaguaConcepciónTemuco | Rancagua                          | Concepción                               | Temuco                            |
| AntofagastaLa SerenaViña del Mar ValparaísoSantiagoRancaguaConcepciónTemuco | Estadio El Teniente               | Estadio Municipal Ester Roa Rebolledo    | Estadio Germán Becker             |
| AntofagastaLa SerenaViña del Mar ValparaísoSantiagoRancaguaConcepciónTemuco | Capacidad: 15 600                 | Capacidad: 30 448                        | Capacidad: 18 413                 |
| AntofagastaLa SerenaViña del Mar ValparaísoSantiagoRancaguaConcepciónTemuco |                                   |                                          |                                   |

### Calendario

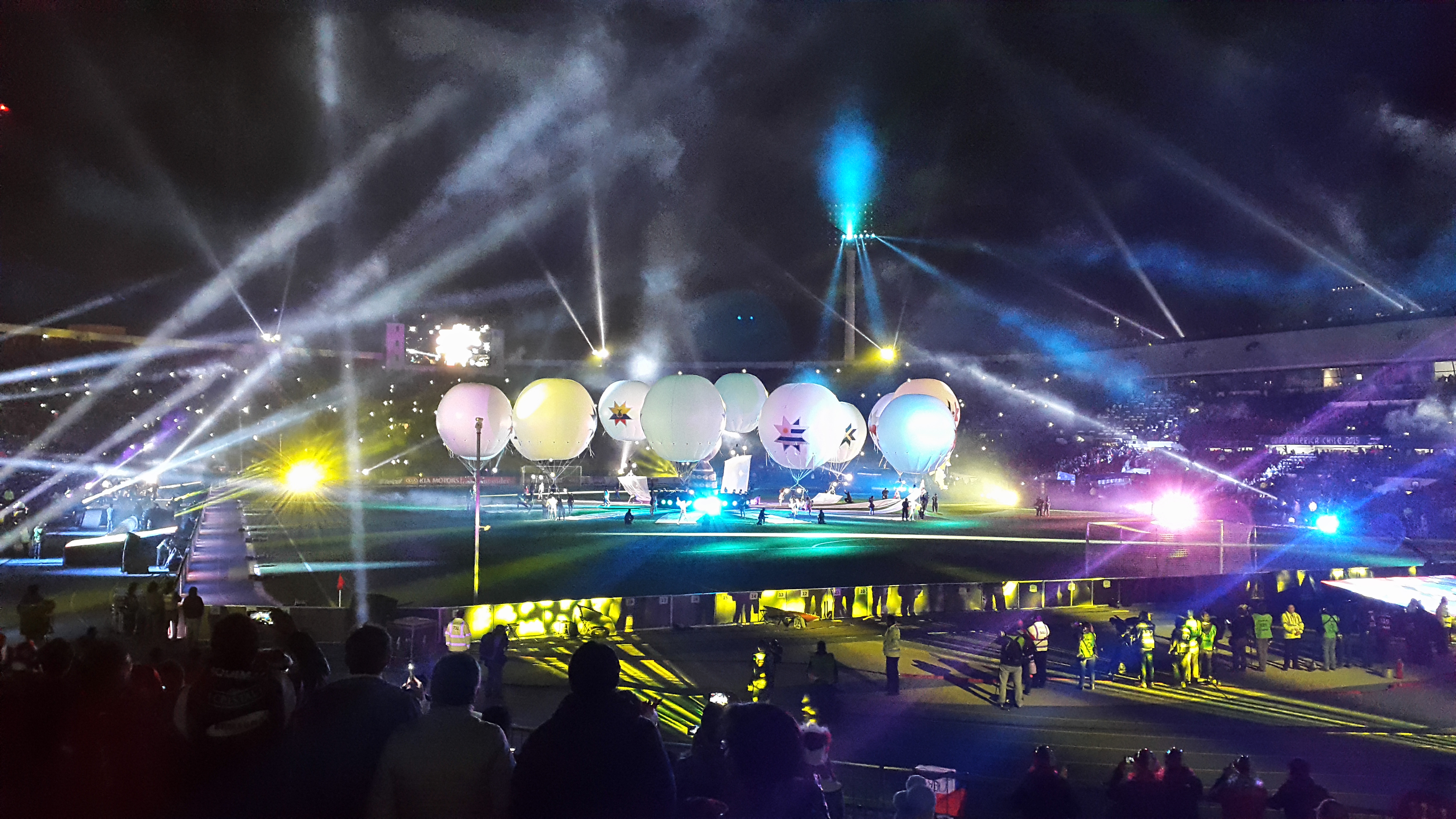
Ceremonia de inauguración de la Copa América, el 11 de junio de 2015.

El 11 de noviembre de 2014 la organización presentó oficialmente el calendario de la competencia.
| Fase                       | Fechas                |
| -------------------------- | --------------------- |
| Fase de grupos             | Del 11 al 21 de junio |
| Cuartos de final           | Del 24 al 27 de junio |
| Semifinales                | 29 y 30 de junio      |
| Partido por el 3.er puesto | 3 de julio            |
| Final                      | 4 de julio            |

### Formato de competición
El torneo se desarrolló en cuatro etapas: Primera etapa o fase de grupos, cuartos de final, semifinales y final.
En la fase de grupos, los doce equipos participantes se dividieron en tres grupos de cuatro equipos cada uno. Se jugó con un sistema de todos contra todos, donde cada equipo jugó un partido con todos sus rivales de grupo. Los equipos fueron clasificados en los grupos según los puntos obtenidos en cada partido, los cuales fueron otorgados de la siguiente manera:
- 3 puntos por partido ganado.
- 1 punto por partido empatado.
- 0 puntos por partido perdido.

Clasificaron a los cuartos de final los dos primeros lugares de cada grupo, así como los dos mejores terceros. Si al término de la fase de grupos dos o más equipos terminaban empatados en puntos, se aplicaban los siguientes criterios de desempate:
- Mejor diferencia de gol en todos los partidos de grupo.
- Mayor cantidad de goles marcados en todos los partidos de grupo.
- Si el empate se mantenía entre dos equipos del mismo grupo, clasificaba el equipo ganador del partido jugado entre los equipos implicados.
- Si luego de aplicar los criterios anteriores el empate persistía, se procedía a un sorteo de los equipos igualados. El sorteo lo llevaba a cabo un delegado designado por la Comisión Administradora de la Conmebol en presencia de los representantes de las asociaciones implicadas.
- Si el empate de puntos se producía entre dos equipos que jugaban el último partido de su respectivo grupo y si el empate persistía luego de aplicar los tres primeros criterios anteriores, se procedía a determinar el desempate mediante tiros desde el punto penal.

En los cuartos de final no podían enfrentarse equipos que hubieran compartido grupo en la fase anterior, por lo que el primero del grupo A se enfrentaba al tercer clasificado del grupo B o C, mientras que el ganador del grupo B se enfrentaba al tercero del grupo A o C. Los ganadores de cada partido de esta fase clasificaban a semifinales. Los enfrentamientos de los equipos en los cuartos de final y las fases siguientes estaban determinados de acuerdo al calendario del torneo.
Los ganadores de las semifinales jugaron la final del torneo, en tanto, los perdedores de las semifinales disputaron el partido por el tercer lugar.
Los cuartos de final, semifinales, partido por el tercer lugar y final se jugaron con un sistema de eliminación directa. Si algún partido de estas fases terminaba empatado luego de los noventa minutos de tiempo de juego reglamentario, se definía al ganador mediante tiros desde el punto penal con excepción del partido de la final, en el que se jugaba un tiempo extra consistente en dos periodos de 15 minutos, luego del cual y si el empate continuaba, se procedía con los tiros desde el punto penal para determinar al campeón.

### Árbitros
El 23 de mayo de 2015 la comisión de árbitros de Conmebol anunció la lista de árbitros centrales y asistentes participantes en el torneo. El 3 de junio se anunciaron las dos ternas arbitrales invitadas representantes de Concacaf.
Árbitros centrales
| - Néstor Pitana - Raúl Orosco - Sandro Ricci - Julio Bascuñán - Jorge Osorio | - Enrique Osses - Wilmar Roldán - Carlos Vera - Joel Aguilar - Roberto García Orozco | - Enrique Cáceres - Víctor Hugo Carrillo - Andrés Cunha - José Argote |

Árbitros asistentes
| - Juan Pablo Belatti - Hernán Maidana - Javier Bustillos - Juan Montaño - Emerson de Carvalho - Fábio Pereira - Carlos Astroza - Marcelo Barraza - Raúl Orellana | - Cristian de la Cruz - Alexander Guzmán - Christian Lescano - Byron Romero - Ricardo Morgan - Garnet Page - José Luis Camargo - Marvin Torrentera | - Rodney Aquino - Carlos Cáceres - Jonny Bossio - César Escano - Mauricio Espinosa - Carlos Pastorino - Jairo Romero - Jorge Urrego |

### Premios económicos
Las selecciones participantes recibieron diferentes sumas de acuerdo con su desempeño. Chile, como campeón, ganó 6 500 000  dólares; Argentina, como subcampeón, 5 500 000  dólares; Perú, al lograr el tercer puesto, 4 500 000  dólares; y Paraguay, al conseguir el cuarto, 3 750 000  dólares. Los cuatro equipos que quedaron eliminados en los cuartos de final aseguraron un premio de 2 250 000  dólares, mientras que las selecciones que solo jugaron la fase de grupos se llevaron un premio de 1 500 000  dólares.

## Equipos participantes

Mapa con los equipos nacionales de fútbol de la Copa América 2015.

Se especuló sobre la posibilidad de que la competición contara con dieciséis equipos: las diez selecciones de la Conmebol más seis de la Concacaf, reemplazando a la Copa de Oro de la Concacaf.
Finalmente, se decidió la participación de dos invitados. México fue el primero en confirmar su presencia, luego de que el presidente de la Conmebol, Nicolás Leoz, lo anunciara durante su visita a Chile. El otro país invitado iba a ser China, que hubiese jugado por primera vez el torneo, ante el rechazo de Japón, que había sido convocado previamente. Sin embargo, China decidió renunciar por tener que jugar las eliminatorias, que se llevaban a cabo en las mismas fechas. Posteriormente, Jamaica aceptó la invitación y participó de la competencia, por primera vez en su historia.
| Equipos participantes | Equipos participantes | Equipos participantes | Equipos participantes |
| --------------------- | --------------------- | --------------------- | --------------------- |
| Argentina             | Chile                 | Jamaica               | Perú                  |
| Bolivia               | Colombia              | México                | Uruguay               |
| Brasil                | Ecuador               | Paraguay              | Venezuela             |

- En cursiva las selecciones que participan por primera vez.

| Equipos retirados | Equipos retirados |
| ----------------- | ----------------- |
| Japón             | China             |

Entrenadores de los equipos participantes
De los doce entrenadores, seis —Gerardo Martino (DT de Argentina), Jorge Sampaoli (DT de Chile), José Néstor Pékerman (DT de Colombia), Gustavo Quinteros (DT de Ecuador), Ramón Ángel Díaz (DT de Paraguay) y Ricardo Gareca (DT de Perú)— eran nacidos en Argentina, duplicando a los que hubo en la Copa América 2011. Otro director técnico nacido en un país distinto al de la selección que comandó es el alemán Winfried Schäfer (DT de Jamaica). Mauricio Soria (DT de Bolivia), Dunga (DT de Brasil), Miguel Herrera (DT de México), Óscar Washington Tabárez (DT de Uruguay) y Noel Sanvicente (DT de Venezuela) se unieron a Martino en ser los directores técnicos de las selecciones de los países en que nacieron.
- De los doce entrenadores, Óscar Washington Tabárez es el que contó con más participaciones en Copa Américas: Brasil 1989, Venezuela 2007 y Argentina 2011 (donde resultó campeón), todas como DT de Uruguay.
- En torneos de Copa Américas, Gerardo Martino debutó como entrenador por Argentina, pero ya había participado como entrenador por Paraguay en dos ediciones: Venezuela 2007 y Argentina 2011.
- Para Dunga fue la segunda Copa América, puesto que fue DT —también por Brasil— del equipo campeón de Venezuela 2007.
- Para Gustavo Quinteros también fue la segunda Copa América, pero la primera como DT de Ecuador, puesto que en la anterior ocasión —en Argentina 2011— fue DT de Bolivia, país del cual se nacionalizó.
- En este torneo, debutaron como entrenadores en Copa América: Mauricio Soria, Jorge Sampaoli, José Pékerman, Winfried Schäfer, Miguel Herrera, Ramón Díaz, Ricardo Gareca y Noel Sanvicente.

### Sorteo

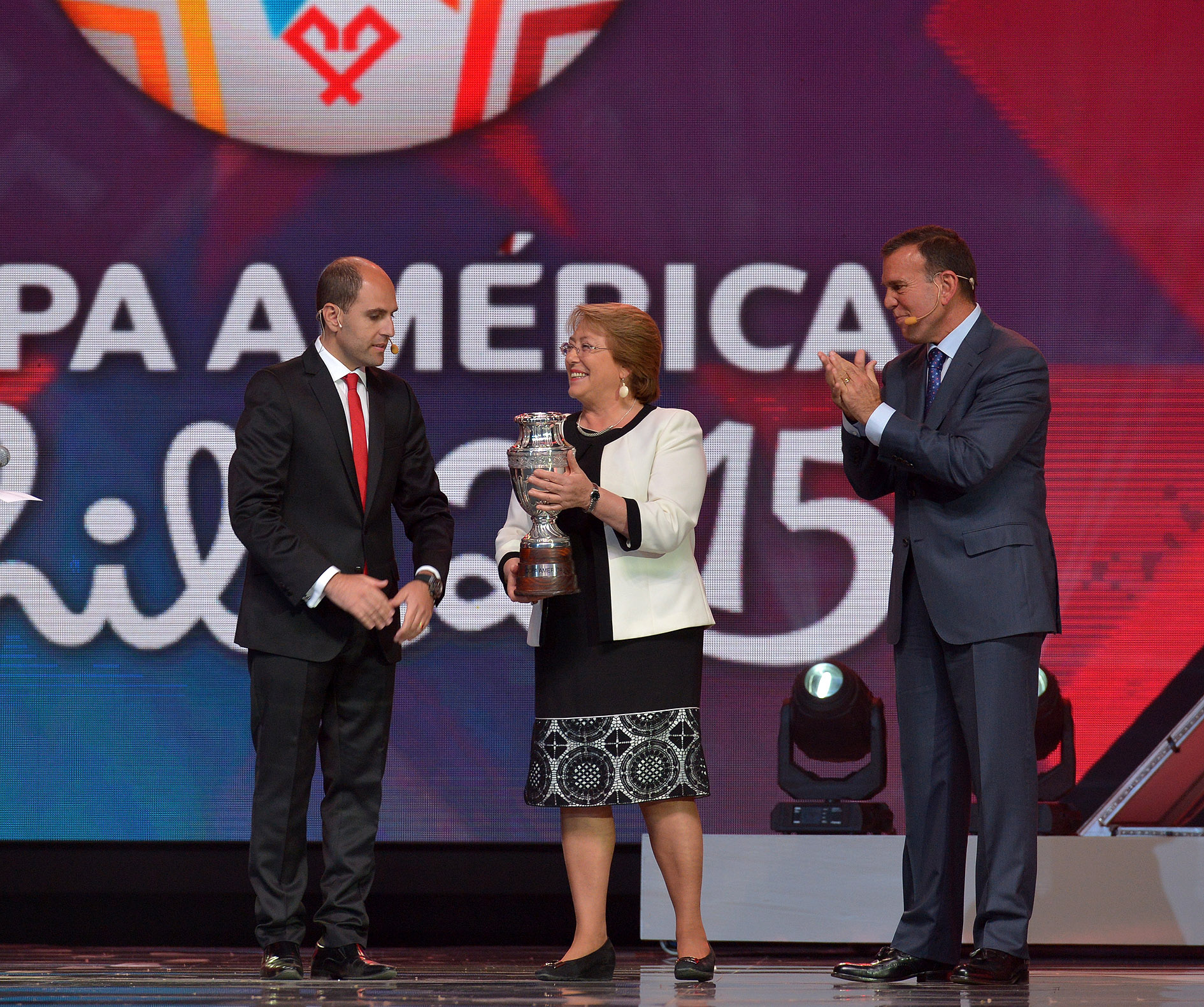
Sergio Jadue y la presidenta Michelle Bachelet con una réplica del trofeo de la Copa América durante el sorteo del torneo.

El calendario de la competición se anunció el 29 de julio de 2014. Chile fue asignado al grupo A, mientras que un día antes del sorteo se definió que Argentina y Brasil fuesen cabezas de serie de los grupos B y C, respectivamente.
El sorteo originalmente estaba pactado para el 27 de octubre de 2014 en Viña del Mar, pero fue pospuesto para las 19:30 (UTC-3) del 24 de noviembre de 2014 en el Anfiteatro de la Quinta Vergara de la misma ciudad.
El 10 de noviembre, la Conmebol distribuyó a las selecciones en cuatro bombos sobre la base de la posición que ocuparon en el Ranking FIFA de octubre de 2014, que se indica entre paréntesis.
Nota: Entre paréntesis, el número del ranking FIFA en el momento del campeonato.
| Cabezas de serie                    | Bombo 2                              | Bombo 3                              | Bombo 4                                    |
| ----------------------------------- | ------------------------------------ | ------------------------------------ | ------------------------------------------ |
| Chile (13) Argentina (2) Brasil (6) | Colombia (3) Uruguay (8) México (17) | Ecuador (27) Perú (54) Paraguay (76) | Venezuela (85) Bolivia (103) Jamaica (113) |

## Primera fase
- Los horarios corresponden a la hora de Chile (UTC-3).

     – Clasificado para los cuartos de final.      – Clasificado para los cuartos de final como uno de los dos mejores terceros.

### Grupo A
| Selección | Pts. | PJ | PG | PE | PP | GF | GC | Dif |
| --------- | ---- | -- | -- | -- | -- | -- | -- | --- |
| Chile     | 7    | 3  | 2  | 1  | 0  | 10 | 3  | 7   |
| Bolivia   | 4    | 3  | 1  | 1  | 1  | 3  | 7  | –4  |
| Ecuador   | 3    | 3  | 1  | 0  | 2  | 4  | 6  | –2  |
| México    | 2    | 3  | 0  | 2  | 1  | 4  | 5  | –1  |

| 11 de junio de 2015, 20:30 | Chile                         | 2:0 (0:0) | Ecuador | Estadio Nacional, Santiago                                |                                                           |
|                            | Vidal 66' (pen.) · Vargas 83' | Reporte   |         | Asistencia: 46 000 espectadores Árbitro(s): Néstor Pitana | Asistencia: 46 000 espectadores Árbitro(s): Néstor Pitana |

| 12 de junio de 2015, 20:30 | México | 0:0     | Bolivia | Estadio Sausalito, Viña del Mar                             |                                                             |
|                            |        | Reporte |         | Asistencia: 14 987 espectadores Árbitro(s): Enrique Cáceres | Asistencia: 14 987 espectadores Árbitro(s): Enrique Cáceres |

| 15 de junio de 2015, 18:00 | Ecuador                    | 2:3 (0:3) | Bolivia                                       | Estadio Elías Figueroa, Valparaíso                     |                                                        |
|                            | Valencia 47' · Bolaños 80' | Reporte   | 4' Raldes · 17' Smedberg · 42' (pen.) Martins | Asistencia: 5982 espectadores Árbitro(s): Joel Aguilar | Asistencia: 5982 espectadores Árbitro(s): Joel Aguilar |

| 15 de junio de 2015, 20:30 | Chile                              | 3:3 (2:2) | México                       | Estadio Nacional, Santiago                                       |                                                                  |
|                            | Vidal 21', 54' (pen.) · Vargas 41' | Reporte   | 20', 65' Vuoso · 28' Jiménez | Asistencia: 45 583 espectadores Árbitro(s): Víctor Hugo Carrillo | Asistencia: 45 583 espectadores Árbitro(s): Víctor Hugo Carrillo |

| 19 de junio de 2015, 18:00                                           | México             | 1:2 (0:1) | Ecuador                    | Estadio El Teniente, Rancagua                           |                                                         |
|                                                                      | Jiménez 63' (pen.) | Reporte   | 25' Bolaños · 57' Valencia | Asistencia: 11 051 espectadores Árbitro(s): José Argote | Asistencia: 11 051 espectadores Árbitro(s): José Argote |
| Primera victoria de Ecuador sobre México en una competencia oficial. |                    |           |                            |                                                         |                                                         |

| 19 de junio de 2015, 20:30 | Chile                                                          | 5:0 (2:0) | Bolivia | Estadio Nacional, Santiago                               |                                                          |
|                            | Aránguiz 2', 65' · Sánchez 36' · Medel 78' · Raldes 85' (a.g.) | Reporte   |         | Asistencia: 45 601 espectadores Árbitro(s): Andrés Cunha | Asistencia: 45 601 espectadores Árbitro(s): Andrés Cunha |

### Grupo B
| Selección | Pts. | PJ | PG | PE | PP | GF | GC | Dif |
| --------- | ---- | -- | -- | -- | -- | -- | -- | --- |
| Argentina | 7    | 3  | 2  | 1  | 0  | 4  | 2  | 2   |
| Paraguay  | 5    | 3  | 1  | 2  | 0  | 4  | 3  | 1   |
| Uruguay   | 4    | 3  | 1  | 1  | 1  | 2  | 2  | 0   |
| Jamaica   | 0    | 3  | 0  | 0  | 3  | 0  | 3  | –3  |

| 13 de junio de 2015, 16:00 | Uruguay       | 1:0 (0:0) | Jamaica | Estadio Calvo y Bascuñán, Antofagasta                 |                                                       |
|                            | Rodríguez 51' | Reporte   |         | Asistencia: 8653 espectadores Árbitro(s): José Argote | Asistencia: 8653 espectadores Árbitro(s): José Argote |

| 13 de junio de 2015, 18:30 | Argentina                     | 2:2 (2:0) | Paraguay                       | Estadio La Portada, La Serena                             |                                                           |
|                            | Agüero 28' · Messi 35' (pen.) | Reporte   | 60' Haedo Valdez · 89' Barrios | Asistencia: 16 281 espectadores Árbitro(s): Wilmar Roldán | Asistencia: 16 281 espectadores Árbitro(s): Wilmar Roldán |

| 16 de junio de 2015, 18:00 | Paraguay    | 1:0 (1:0) | Jamaica | Estadio Calvo y Bascuñán, Antofagasta                 |                                                       |
|                            | Benítez 35' | Reporte   |         | Asistencia: 6099 espectadores Árbitro(s): Carlos Vera | Asistencia: 6099 espectadores Árbitro(s): Carlos Vera |

| 16 de junio de 2015, 20:30 | Argentina  | 1:0 (0:0) | Uruguay | Estadio La Portada, La Serena                            |                                                          |
|                            | Agüero 55' | Reporte   |         | Asistencia: 17 014 espectadores Árbitro(s): Sandro Ricci | Asistencia: 17 014 espectadores Árbitro(s): Sandro Ricci |

| 20 de junio de 2015, 16:00 | Uruguay     | 1:1 (1:1) | Paraguay    | Estadio La Portada, La Serena                              |                                                            |
|                            | Giménez 28' | Reporte   | 44' Barrios | Asistencia: 16 021 espectadores Árbitro(s): Roberto García | Asistencia: 16 021 espectadores Árbitro(s): Roberto García |

| 20 de junio de 2015, 18:30 | Argentina   | 1:0 (1:0) | Jamaica | Estadio Sausalito, Viña del Mar                            |                                                            |
|                            | Higuaín 10' | Reporte   |         | Asistencia: 21 083 espectadores Árbitro(s): Julio Bascuñán | Asistencia: 21 083 espectadores Árbitro(s): Julio Bascuñán |

### Grupo C
| Selección | Pts. | PJ | PG | PE | PP | GF | GC | Dif |
| --------- | ---- | -- | -- | -- | -- | -- | -- | --- |
| Brasil    | 6    | 3  | 2  | 0  | 1  | 4  | 3  | 1   |
| Perú      | 4    | 3  | 1  | 1  | 1  | 2  | 2  | 0   |
| Colombia  | 4    | 3  | 1  | 1  | 1  | 1  | 1  | 0   |
| Venezuela | 3    | 3  | 1  | 0  | 2  | 2  | 3  | –1  |

| 14 de junio de 2015, 16:00 | Colombia | 0:1 (0:0) | Venezuela  | Estadio El Teniente, Rancagua                            |                                                          |
|                            |          | Reporte   | 59' Rondón | Asistencia: 12 387 espectadores Árbitro(s): Andrés Cunha | Asistencia: 12 387 espectadores Árbitro(s): Andrés Cunha |

| 14 de junio de 2015, 18:30 | Brasil                  | 2:1 (1:1) | Perú     | Estadio Germán Becker, Temuco                              |                                                            |
|                            | Neymar 4' · Costa 90+1' | Reporte   | 2' Cueva | Asistencia: 16 342 espectadores Árbitro(s): Roberto García | Asistencia: 16 342 espectadores Árbitro(s): Roberto García |

| 17 de junio de 2015, 21:00 | Brasil | 0:1 (0:1) | Colombia    | Estadio Monumental, Santiago                              |                                                           |
|                            |        | Reporte   | 36' Murillo | Asistencia: 44 008 espectadores Árbitro(s): Enrique Osses | Asistencia: 44 008 espectadores Árbitro(s): Enrique Osses |

| 18 de junio de 2015, 20:30 | Perú        | 1:0 (0:0) | Venezuela | Estadio Elías Figueroa, Valparaíso                      |                                                         |
|                            | Pizarro 71' | Reporte   |           | Asistencia: 15 542 espectadores Árbitro(s): Raúl Orosco | Asistencia: 15 542 espectadores Árbitro(s): Raúl Orosco |

| 21 de junio de 2015, 16:00 | Colombia | 0:0     | Perú | Estadio Germán Becker, Temuco                             |                                                           |
|                            |          | Reporte |      | Asistencia: 17 231 espectadores Árbitro(s): Néstor Pitana | Asistencia: 17 231 espectadores Árbitro(s): Néstor Pitana |

| 21 de junio de 2015, 18:30 | Brasil                 | 2:1 (1:0) | Venezuela | Estadio Monumental, Santiago                                |                                                             |
|                            | Silva 8' · Firmino 51' | Reporte   | 84' Miku  | Asistencia: 33 284 espectadores Árbitro(s): Enrique Cáceres | Asistencia: 33 284 espectadores Árbitro(s): Enrique Cáceres |

### Mejores terceros
Entre los equipos que finalicen en el tercer lugar de sus respectivos grupos, los dos mejores avanzarán a cuartos de final.
| Selección | Gr. | Pts. | PJ | PG | PE | PP | GF | GC | Dif |
| --------- | --- | ---- | -- | -- | -- | -- | -- | -- | --- |
| Uruguay   | B   | 4    | 3  | 1  | 1  | 1  | 2  | 2  | 0   |
| Colombia  | C   | 4    | 3  | 1  | 1  | 1  | 1  | 1  | 0   |
| Ecuador   | A   | 3    | 3  | 1  | 0  | 2  | 4  | 6  | –2  |

## Segunda fase

### Cuadro general
|  | Cuartos de final          | Cuartos de final         |                         |       | Semifinales                  | Semifinales                  |  |  | Final | Final |
|  |                           |                          |                         |       |                              |                              |  |  |       |       |
|  | 24 de junio – Santiago    |                          |                         |       |                              |                              |  |  |       |       |
|  |                           |                          |                         |       |                              |                              |  |  |       |       |
|  | Chile                     | 1                        |                         |       |                              |                              |  |  |       |       |
|  | Chile                     | 1                        | 29 de junio – Santiago  |       |                              |                              |  |  |       |       |
|  | Uruguay                   | 0                        |                         |       |                              |                              |  |  |       |       |
|  | Uruguay                   | 0                        | Chile                   | 2     |                              |                              |  |  |       |       |
|  | 25 de junio – Temuco      |                          | Chile                   | 2     |                              |                              |  |  |       |       |
|  |                           | Perú                     | 1                       |       |                              |                              |  |  |       |       |
|  | Bolivia                   | Perú                     | 1                       | 1     |                              |                              |  |  |       |       |
|  | Bolivia                   |                          | 4 de julio – Santiago   | 1     |                              |                              |  |  |       |       |
|  | Perú                      | 3                        |                         |       |                              |                              |  |  |       |       |
|  | Perú                      | 3                        | Chile (p.)              | 0 (4) |                              |                              |  |  |       |       |
|  | 26 de junio – Viña de Mar |                          | Chile (p.)              | 0 (4) |                              |                              |  |  |       |       |
|  |                           | Argentina                | 0 (1)                   |       |                              |                              |  |  |       |       |
|  | Argentina (p.)            | Argentina                | 0 (1)                   | 0 (5) |                              |                              |  |  |       |       |
|  | Argentina (p.)            | 30 de junio – Concepción |                         | 0 (5) |                              |                              |  |  |       |       |
|  | Colombia                  | 0 (4)                    |                         |       |                              |                              |  |  |       |       |
|  | Colombia                  | 0 (4)                    | Argentina               | 6     |                              |                              |  |  |       |       |
|  | 27 de junio – Concepción  |                          | Argentina               | 6     |                              |                              |  |  |       |       |
|  |                           | Paraguay                 | 1                       |       | Partido por el tercer puesto | Partido por el tercer puesto |  |  |       |       |
|  | Brasil                    | Paraguay                 | 1                       | 1 (3) | Partido por el tercer puesto | Partido por el tercer puesto |  |  |       |       |
|  | Brasil                    |                          | 3 de julio – Concepción | 1 (3) |                              |                              |  |  |       |       |
|  | Paraguay (p.)             | 1 (4)                    |                         |       |                              |                              |  |  |       |       |
|  | Paraguay (p.)             | 1 (4)                    | Perú                    | 2     |                              |                              |  |  |       |       |
|  |                           |                          |                         |       |                              |                              |  |  |       |       |
|  | Paraguay                  | 0                        |                         |       |                              |                              |  |  |       |       |
|  | Paraguay                  | 0                        |                         |       |                              |                              |  |  |       |       |

### Cuartos de final
| 24 de junio de 2015, 20:30 | Chile    | 1:0 (0:0) | Uruguay | Estadio Nacional, Santiago                               |                                                          |
|                            | Isla 80' | Reporte   |         | Asistencia: 45 304 espectadores Árbitro(s): Sandro Ricci | Asistencia: 45 304 espectadores Árbitro(s): Sandro Ricci |

| 25 de junio de 2015, 20:30 | Bolivia            | 1:3 (0:2) | Perú                   | Estadio Germán Becker, Temuco                             |                                                           |
|                            | Martins 83' (pen.) | Reporte   | 19', 22', 73' Guerrero | Asistencia: 16 872 espectadores Árbitro(s): Wilmar Roldán | Asistencia: 16 872 espectadores Árbitro(s): Wilmar Roldán |

| 26 de junio de 2015, 20:30 | Argentina                                                | 0:0 (5:4 p.)               | Colombia                                                               | Estadio Sausalito, Viña del Mar                            |                                                            |
|                            |                                                          | Reporte                    |                                                                        | Asistencia: 21 508 espectadores Árbitro(s): Roberto García | Asistencia: 21 508 espectadores Árbitro(s): Roberto García |
|                            |                                                          | Tiros desde el punto penal |                                                                        |                                                            |                                                            |
|                            | Messi · Garay · Banega · Lavezzi · Biglia · Rojo · Tévez |                            | J. Rodríguez · Falcao · Cuadrado · Muriel · Cardona · Zúñiga · Murillo |                                                            |                                                            |

| 27 de junio de 2015, 18:30 | Brasil                                               | 1:1 (1:0) (3:4 p.)         | Paraguay                                                  | Estadio Ester Roa Rebolledo, Concepción                  |                                                          |
|                            | Robinho 14'                                          | Reporte                    | 71' (pen.) D. González                                    | Asistencia: 29 276 espectadores Árbitro(s): Andrés Cunha | Asistencia: 29 276 espectadores Árbitro(s): Andrés Cunha |
|                            |                                                      | Tiros desde el punto penal |                                                           |                                                          |                                                          |
|                            | Fernandinho · Ribeiro · Miranda · Douglas · Coutinho |                            | Martínez · V. Cáceres · Bobadilla · Santa Cruz · González |                                                          |                                                          |

### Semifinales
| 29 de junio de 2015, 20:30           | Chile           | 2:1 (1:0) | Perú             | Estadio Nacional, Santiago                              |                                                         |
|                                      | Vargas 41', 63' | Reporte   | 60' (a.g.) Medel | Asistencia: 45 651 espectadores Árbitro(s): José Argote | Asistencia: 45 651 espectadores Árbitro(s): José Argote |
| Vídeo resumen oficial: Chile vs Perú |                 |           |                  |                                                         |                                                         |

| 30 de junio de 2015, 20:30                   | Argentina                                                             | 6:1 (2:1) | Paraguay    | Estadio Ester Roa Rebolledo, Concepción                  |                                                          |
|                                              | Rojo 14' · Pastore 26' · Di María 46', 52' · Agüero 79' · Higuaín 82' | Reporte   | 42' Barrios | Asistencia: 29 205 espectadores Árbitro(s): Sandro Ricci | Asistencia: 29 205 espectadores Árbitro(s): Sandro Ricci |
| Vídeo resumen oficial: Argentina vs Paraguay |                                                                       |           |             |                                                          |                                                          |

### Tercer lugar
| 3 de julio de 2015, 20:30 | Perú                        | 2:0 (0:0) | Paraguay | Estadio Ester Roa Rebolledo, Concepción                 |                                                         |
|                           | Carrillo 47' · Guerrero 87' | Reporte   |          | Asistencia: 29 143 espectadores Árbitro(s): Raúl Orosco | Asistencia: 29 143 espectadores Árbitro(s): Raúl Orosco |

### Final
| 4 de julio de 2015, 17:00 | Chile                                  | 0:0 (t. s.)(4:1 p.)        | Argentina                | Estadio Nacional, Santiago                                |                                                           |
| |                                        | Reporte                    |                          | Asistencia: 45 693 espectadores Árbitro(s): Wilmar Roldán | Asistencia: 45 693 espectadores Árbitro(s): Wilmar Roldán |
| |                                        | Tiros desde el punto penal |                          |                                                           |                                                           |
| | Fernández · Vidal · Aránguiz · Sánchez |                            | Messi · Higuaín · Banega |                                                           |                                                           |
| Primera final de la Copa América sin goles. Primera final de la Copa América que se define por penales luego de haberse jugado el tiempo suplementario. |                                        |                            |                          |                                                           |                                                           |

|                           |
| Bandera de Chile          |
| Campeón Chile 1.er título |

## Estadísticas
| Jugador          | Selección | Goles | PJ |
| Eduardo Vargas   | Chile     | 4     | 6  |
| Paolo Guerrero   | Perú      | 4     | 6  |
| ---------------- | --------- | ----- | -- |
| Lucas Barrios    | Paraguay  | 3     | 3  |
| Sergio Agüero    | Argentina | 3     | 5  |
| Arturo Vidal     | Chile     | 3     | 6  |
| Miller Bolaños   | Ecuador   | 2     | 3  |
| Raúl Jiménez     | México    | 2     | 3  |
| Enner Valencia   | Ecuador   | 2     | 3  |
| Matías Vuoso     | México    | 2     | 3  |
| Gonzalo Higuaín  | Argentina | 2     | 4  |
| Marcelo Martins  | Bolivia   | 2     | 4  |
| Charles Aránguiz | Chile     | 2     | 6  |
| Ángel Di María   | Argentina | 2     | 6  |

| Lista completa | Lista completa | Lista completa | Lista completa | Lista completa |
| --- | -------------- | -------------- | -------------- | -------------- |
| \| Jugador \| Selección \| \| PJ \| \| ----------------------- \| --------- \| - \| -- \| \| Nicolás Fedor \| Venezuela \| 1 \| 2 \| \| Neymar \| Brasil \| 1 \| 2 \| \| Robinho \| Brasil \| 1 \| 2 \| \| Douglas Costa \| Brasil \| 1 \| 3 \| \| Salomón Rondón \| Venezuela \| 1 \| 3 \| \| Thiago Silva \| Brasil \| 1 \| 3 \| \| André Carrillo \| Perú \| 1 \| 4 \| \| Roberto Firmino \| Brasil \| 1 \| 4 \| \| José María Giménez \| Uruguay \| 1 \| 4 \| \| Teófilo Gutiérrez \| Colombia \| 1 \| 4 \| \| Claudio Pizarro \| Perú \| 1 \| 4 \| \| Ronald Raldes \| Bolivia \| 1 \| 4 \| \| Cristian Rodríguez \| Uruguay \| 1 \| 4 \| \| Martin Smedberg-Dalence \| Bolivia \| 1 \| 4 \| \| Edgar Benítez \| Paraguay \| 1 \| 6 \| \| Christian Cueva \| Perú \| 1 \| 6 \| \| Derlis González \| Paraguay \| 1 \| 6 \| \| Nelson Haedo Valdez \| Paraguay \| 1 \| 6 \| \| Mauricio Isla \| Chile \| 1 \| 6 \| \| Gary Medel \| Chile \| 1 \| 6 \| \| Lionel Messi \| Argentina \| 1 \| 6 \| \| Javier Pastore \| Argentina \| 1 \| 6 \| \| Marcos Rojo \| Argentina \| 1 \| 6 \| \| Alexis Sánchez \| Chile \| 1 \| 6 \| |                |                |                |                |
| Jugador | Selección      | Goles          | PJ             |                |
| Nicolás Fedor | Venezuela      | 1              | 2              |                |
| Neymar | Brasil         | 1              | 2              |                |
| Robinho | Brasil         | 1              | 2              |                |
| Douglas Costa | Brasil         | 1              | 3              |                |
| Salomón Rondón | Venezuela      | 1              | 3              |                |
| Thiago Silva | Brasil         | 1              | 3              |                |
| André Carrillo | Perú           | 1              | 4              |                |
| Roberto Firmino | Brasil         | 1              | 4              |                |
| José María Giménez | Uruguay        | 1              | 4              |                |
| Teófilo Gutiérrez | Colombia       | 1              | 4              |                |
| Claudio Pizarro | Perú           | 1              | 4              |                |
| Ronald Raldes | Bolivia        | 1              | 4              |                |
| Cristian Rodríguez | Uruguay        | 1              | 4              |                |
| Martin Smedberg-Dalence | Bolivia        | 1              | 4              |                |
| Edgar Benítez | Paraguay       | 1              | 6              |                |
| Christian Cueva | Perú           | 1              | 6              |                |
| Derlis González | Paraguay       | 1              | 6              |                |
| Nelson Haedo Valdez | Paraguay       | 1              | 6              |                |
| Mauricio Isla | Chile          | 1              | 6              |                |
| Gary Medel | Chile          | 1              | 6              |                |
| Lionel Messi | Argentina      | 1              | 6              |                |
| Javier Pastore | Argentina      | 1              | 6              |                |
| Marcos Rojo | Argentina      | 1              | 6              |                |
| Alexis Sánchez | Chile          | 1              | 6              |                |

| Jugador                 | Selección | Goles | PJ |
| ----------------------- | --------- | ----- | -- |
| Nicolás Fedor           | Venezuela | 1     | 2  |
| Neymar                  | Brasil    | 1     | 2  |
| Robinho                 | Brasil    | 1     | 2  |
| Douglas Costa           | Brasil    | 1     | 3  |
| Salomón Rondón          | Venezuela | 1     | 3  |
| Thiago Silva            | Brasil    | 1     | 3  |
| André Carrillo          | Perú      | 1     | 4  |
| Roberto Firmino         | Brasil    | 1     | 4  |
| José María Giménez      | Uruguay   | 1     | 4  |
| Teófilo Gutiérrez       | Colombia  | 1     | 4  |
| Claudio Pizarro         | Perú      | 1     | 4  |
| Ronald Raldes           | Bolivia   | 1     | 4  |
| Cristian Rodríguez      | Uruguay   | 1     | 4  |
| Martin Smedberg-Dalence | Bolivia   | 1     | 4  |
| Edgar Benítez           | Paraguay  | 1     | 6  |
| Christian Cueva         | Perú      | 1     | 6  |
| Derlis González         | Paraguay  | 1     | 6  |
| Nelson Haedo Valdez     | Paraguay  | 1     | 6  |
| Mauricio Isla           | Chile     | 1     | 6  |
| Gary Medel              | Chile     | 1     | 6  |
| Lionel Messi            | Argentina | 1     | 6  |
| Javier Pastore          | Argentina | 1     | 6  |
| Marcos Rojo             | Argentina | 1     | 6  |
| Alexis Sánchez          | Chile     | 1     | 6  |

| Jugador        | Selección | Asistencias | PJ |
| Lionel Messi   | Argentina | 3           | 6  |
| Jorge Valdivia | Chile     | 3           | 6  |
| -------------- | --------- | ----------- | -- |
| Adrián Aldrete | México    | 2           | 2  |
| Daniel Alves   | Brasil    | 2           | 4  |
| Ángel Di María | Argentina | 2           | 6  |

| Lista completa | Lista completa | Lista completa | Lista completa | Lista completa |
| --- | -------------- | -------------- | -------------- | -------------- |
| \| Jugador \| Selección \| \| PJ \| \| ----------------------- \| --------- \| - \| -- \| \| Ángelo Henríquez \| Chile \| 1 \| 2 \| \| Neymar \| Brasil \| 1 \| 2 \| \| Robinho \| Brasil \| 1 \| 2 \| \| Miller Bolaños \| Ecuador \| 1 \| 3 \| \| Willian \| Brasil \| 1 \| 3 \| \| Alejandro Guerra \| Venezuela \| 1 \| 3 \| \| Juan Carlos Medina \| México \| 1 \| 3 \| \| Jefferson Montero \| Ecuador \| 1 \| 3 \| \| Christian Noboa \| Ecuador \| 1 \| 3 \| \| Néstor Ortigoza \| Paraguay \| 1 \| 3 \| \| José María Giménez \| Uruguay \| 1 \| 4 \| \| Marcelo Martins \| Bolivia \| 1 \| 4 \| \| Carlos Sánchez \| Uruguay \| 1 \| 4 \| \| Joel Sánchez \| Perú \| 1 \| 4 \| \| Martin Smedberg-Dalence \| Bolivia \| 1 \| 4 \| \| Bruno Valdez \| Paraguay \| 1 \| 4 \| \| Pablo Zabaleta \| Argentina \| 1 \| 4 \| \| Charles Aránguiz \| Chile \| 1 \| 6 \| \| Edgar Benítez \| Paraguay \| 1 \| 6 \| \| Christian Cueva \| Perú \| 1 \| 6 \| \| Paulo Da Silva \| Paraguay \| 1 \| 6 \| \| Gary Medel \| Chile \| 1 \| 6 \| \| Javier Pastore \| Argentina \| 1 \| 6 \| \| Alexis Sánchez \| Chile \| 1 \| 6 \| \| Juan Manuel Vargas \| Perú \| 1 \| 6 \| \| Eduardo Vargas \| Chile \| 1 \| 6 \| \| Arturo Vidal \| Chile \| 1 \| 6 \| |                |                |                |                |
| Jugador | Selección      | Asistencias    | PJ             |                |
| Ángelo Henríquez | Chile          | 1              | 2              |                |
| Neymar | Brasil         | 1              | 2              |                |
| Robinho | Brasil         | 1              | 2              |                |
| Miller Bolaños | Ecuador        | 1              | 3              |                |
| Willian | Brasil         | 1              | 3              |                |
| Alejandro Guerra | Venezuela      | 1              | 3              |                |
| Juan Carlos Medina | México         | 1              | 3              |                |
| Jefferson Montero | Ecuador        | 1              | 3              |                |
| Christian Noboa | Ecuador        | 1              | 3              |                |
| Néstor Ortigoza | Paraguay       | 1              | 3              |                |
| José María Giménez | Uruguay        | 1              | 4              |                |
| Marcelo Martins | Bolivia        | 1              | 4              |                |
| Carlos Sánchez | Uruguay        | 1              | 4              |                |
| Joel Sánchez | Perú           | 1              | 4              |                |
| Martin Smedberg-Dalence | Bolivia        | 1              | 4              |                |
| Bruno Valdez | Paraguay       | 1              | 4              |                |
| Pablo Zabaleta | Argentina      | 1              | 4              |                |
| Charles Aránguiz | Chile          | 1              | 6              |                |
| Edgar Benítez | Paraguay       | 1              | 6              |                |
| Christian Cueva | Perú           | 1              | 6              |                |
| Paulo Da Silva | Paraguay       | 1              | 6              |                |
| Gary Medel | Chile          | 1              | 6              |                |
| Javier Pastore | Argentina      | 1              | 6              |                |
| Alexis Sánchez | Chile          | 1              | 6              |                |
| Juan Manuel Vargas | Perú           | 1              | 6              |                |
| Eduardo Vargas | Chile          | 1              | 6              |                |
| Arturo Vidal | Chile          | 1              | 6              |                |

| Jugador                 | Selección | Asistencias | PJ |
| ----------------------- | --------- | ----------- | -- |
| Ángelo Henríquez        | Chile     | 1           | 2  |
| Neymar                  | Brasil    | 1           | 2  |
| Robinho                 | Brasil    | 1           | 2  |
| Miller Bolaños          | Ecuador   | 1           | 3  |
| Willian                 | Brasil    | 1           | 3  |
| Alejandro Guerra        | Venezuela | 1           | 3  |
| Juan Carlos Medina      | México    | 1           | 3  |
| Jefferson Montero       | Ecuador   | 1           | 3  |
| Christian Noboa         | Ecuador   | 1           | 3  |
| Néstor Ortigoza         | Paraguay  | 1           | 3  |
| José María Giménez      | Uruguay   | 1           | 4  |
| Marcelo Martins         | Bolivia   | 1           | 4  |
| Carlos Sánchez          | Uruguay   | 1           | 4  |
| Joel Sánchez            | Perú      | 1           | 4  |
| Martin Smedberg-Dalence | Bolivia   | 1           | 4  |
| Bruno Valdez            | Paraguay  | 1           | 4  |
| Pablo Zabaleta          | Argentina | 1           | 4  |
| Charles Aránguiz        | Chile     | 1           | 6  |
| Edgar Benítez           | Paraguay  | 1           | 6  |
| Christian Cueva         | Perú      | 1           | 6  |
| Paulo Da Silva          | Paraguay  | 1           | 6  |
| Gary Medel              | Chile     | 1           | 6  |
| Javier Pastore          | Argentina | 1           | 6  |
| Alexis Sánchez          | Chile     | 1           | 6  |
| Juan Manuel Vargas      | Perú      | 1           | 6  |
| Eduardo Vargas          | Chile     | 1           | 6  |
| Arturo Vidal            | Chile     | 1           | 6  |

| Jugador       | Selección | Rival       | Anotado · Autogol | PJ |
| ------------- | --------- | ----------- | ----------------- | -- |
| Ronald Raldes | Bolivia   | (vs. Chile) | 1                 | 4  |
| Gary Medel    | Chile     | (vs. Perú)  | 1                 | 6  |

### Clasificación general
| Campeón Subcampeón | Tercer lugar Cuarto lugar | Cuartos de final Fase de grupos |

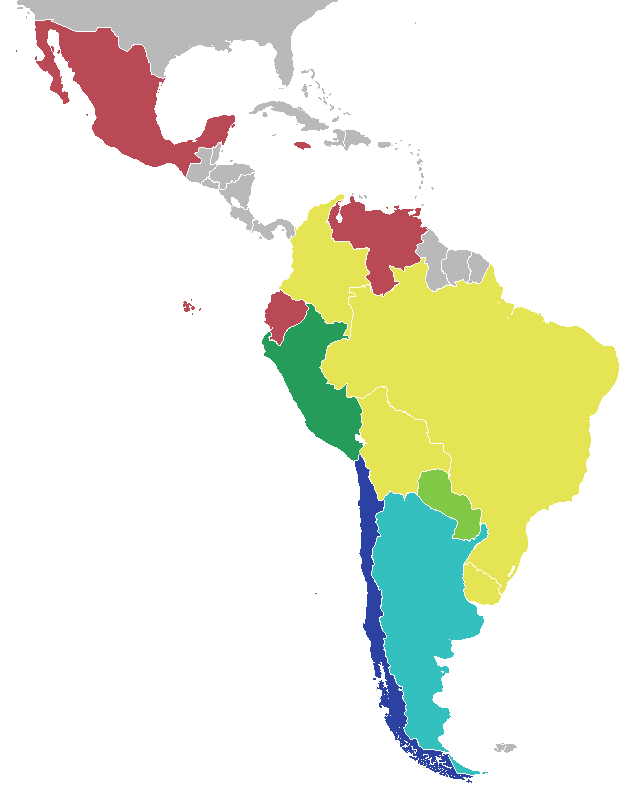
Países participantes según la fase alcanzada en el torneo.
Campeón
Subcampeón
Tercer lugar
Cuarto lugar
Cuartos de final
Fase de grupos

La clasificación general indica la posición que cada selección nacional ocupó al finalizar el torneo; el rendimiento se obtiene de la relación entre los puntos obtenidos y los partidos jugados por las selecciones y se expresa en porcentajes.
Si en la segunda fase algún partido se define mediante tiros de penal, el resultado final del juego se considera empate.
La tabla está dividida según la fase alcanzada por cada selección nacional.
| Pos. | Selección | Gr. | Pts. | PJ | PG | PE | PP | GF | GC | Dif | Rend.   |
| ---- | --------- | --- | ---- | -- | -- | -- | -- | -- | -- | --- | ------- |
| 1    | Chile     | A   | 14   | 6  | 4  | 2  | 0  | 13 | 4  | +9  | 77.78 % |
| 2    | Argentina | B   | 12   | 6  | 3  | 3  | 0  | 10 | 3  | +7  | 66.67 % |
| 3    | Perú      | C   | 10   | 6  | 3  | 1  | 2  | 8  | 5  | +3  | 55.56 % |
| 4    | Paraguay  | B   | 6    | 6  | 1  | 3  | 2  | 6  | 12 | –6  | 33.33 % |
| 5    | Brasil    | C   | 7    | 4  | 2  | 1  | 1  | 5  | 4  | +1  | 58.33 % |
| 6    | Colombia  | C   | 5    | 4  | 1  | 2  | 1  | 1  | 1  | 0   | 41.67 % |
| 7    | Uruguay   | B   | 4    | 4  | 1  | 1  | 2  | 2  | 3  | –1  | 33.33 % |
| 8    | Bolivia   | A   | 4    | 4  | 1  | 1  | 2  | 4  | 10 | –6  | 33.33 % |
| 9    | Venezuela | C   | 3    | 3  | 1  | 0  | 2  | 2  | 3  | –1  | 33.33 % |
| 10   | Ecuador   | A   | 3    | 3  | 1  | 0  | 2  | 4  | 6  | –2  | 33.33 % |
| 11   | México    | A   | 2    | 3  | 0  | 2  | 1  | 4  | 5  | –1  | 22.22 % |
| 12   | Jamaica   | B   | 0    | 3  | 0  | 0  | 3  | 0  | 3  | –3  | 0 %     |

## Premios y reconocimientos

### Jugador del partido
Al finalizar cada encuentro se eligió a un jugador como el mejor del partido. El premio fue otorgado al jugador con mayor incidencia en el juego y se denominó oficialmente Mastercard Man of the Match.
| Fase de grupos - 1.ª jornada | Fase de grupos - 1.ª jornada | Fase de grupos - 2.ª jornada | Fase de grupos - 2.ª jornada | Fase de grupos - 3.ª jornada | Fase de grupos - 3.ª jornada | Segunda fase        | Segunda fase |
| Jugador                      | Partido                      | Jugador                      | Partido                      | Jugador                      | Partido                      | Jugador             | Partido      |
| ---------------------------- | ---------------------------- | ---------------------------- | ---------------------------- | ---------------------------- | ---------------------------- | ------------------- | ------------ |
| Arturo Vidal                 | 2:0                          | Romel Quiñonez               | 2:3                          | Miller Bolaños               | 1:2                          | Alexis Sánchez      | 1:0          |
| Jesús Corona                 | 0:0                          | Arturo Vidal                 | 3:3                          | Jorge Valdivia               | 5:0                          | Paolo Guerrero      | 1:3          |
| Cristian Rodríguez           | 1:0                          | Roque Santa Cruz             | 1:0                          | Lucas Barrios                | 1:1                          | Lionel Messi        | 0:0          |
| Nelson Haedo Valdez          | 2:2                          | Lionel Messi                 | 1:0                          | Ángel Di María               | 1:0                          | Nelson Haedo Valdez | 1:1          |
| Salomón Rondón               | 0:1                          | Carlos Sánchez               | 0:1                          | James Rodríguez              | 0:0                          | Eduardo Vargas      | 2:1          |
| Neymar Jr.                   | 2:1                          | Paolo Guerrero               | 1:0                          | Thiago Silva                 | 2:1                          | Lionel Messi        | 6:1          |
|                              |                              |                              |                              |                              |                              | Paolo Guerrero      | 2:0          |
|                              |                              |                              |                              |                              |                              | Arturo Vidal        | 0:0          |

### Goleador del torneo
El premio al goleador del torneo, presentado por Santander, fue compartido por dos jugadores —no existe un criterio de desempate en el caso de que haya dos o más jugadores con la misma cantidad de goles al final del torneo—; ambos jugadores anotaron cuatro goles en seis partidos jugados.
- Eduardo Vargas.

El delantero chileno marcó un gol a Ecuador y otro a México en los dos primeros partidos de la fase de grupos y dos a Perú en las semifinales, encuentro en el cual fue elegido «jugador del partido». Además, registró una asistencia.
- Paolo Guerrero.

El delantero peruano marcó tres goles a Bolivia en los cuartos de final y uno a Paraguay en el partido por el tercer lugar. Guerrero repitió como goleador de la Copa América —consiguió lo mismo en la edición de 2011, cuando fue goleador en solitario—; además, fue elegido «jugador del partido» en tres oportunidades: en el partido de la fase de grupos ante Venezuela, en cuartos de final frente a Bolivia y en el partido por el tercer lugar frente a Paraguay.

### Mejor jugador del torneo
Tentativamente otorgado a Lionel Messi; ante su rechazo al galardón, la organización retiró el premio.

### Mejor jugador juvenil
Premio al mejor jugador joven, hasta 23 años, fue presentado por Claro.
- Jeison Murillo.

El defensor colombiano, de 23 años, participó en los cuatro partidos de su selección y no recibió ninguna tarjeta amarilla.

### Mejor portero del torneo
Premio al mejor portero del torneo presentado por Kia Motors.
- Claudio Bravo.

El portero chileno estuvo presente en los seis partidos que jugó su selección; recibió cuatro goles y mantuvo su arco invicto en cuatro partidos.

### Premio al juego limpio
Premio Fairplay otorgado a la selección que practicó mejor el juego limpio, presentado por Santander.
- Perú.

### Equipo ideal
El equipo ideal del torneo fue elegido por el Grupo de Estudio Técnico de la Conmebol.
| Pos.           | Jugador           | PJ (T/S)       | Minutos jugados | Goles          | Asistencias    | Tarjetas amarillas | Doble tarjeta amarilla y roja | Tarjetas rojas |
| -------------- | ----------------- | -------------- | --------------- | -------------- | -------------- | ------------------ | ----------------------------- | -------------- |
| Guardameta     | Claudio Bravo     | 6 (6/0)        | 570             | 0              | 0              | 0                  | 0                             | 0              |
| Defensa        | Nicolás Otamendi  | 5 (5/0)        | 480             | 0              | 0              | 1                  | 0                             | 0              |
| Defensa        | Gary Medel        | 6 (6/0)        | 570             | 2              | 0              | 1                  | 0                             | 0              |
| Defensa        | Jeison Murillo    | 4 (4/0)        | 360             | 1              | 0              | 0                  | 0                             | 0              |
| Centrocampista | Arturo Vidal      | 6 (6/0)        | 525             | 3              | 1              | 1                  | 0                             | 0              |
| Centrocampista | Javier Mascherano | 6 (6/0)        | 557             | 0              | 0              | 3                  | 0                             | 0              |
| Centrocampista | Marcelo Díaz      | 6 (6/0)        | 487             | 0              | 0              | 1                  | 0                             | 0              |
| Centrocampista | Christian Cueva   | 6 (6/0)        | 455             | 1              | 1              | 0                  | 0                             | 0              |
| Delantero      | Lionel Messi      | 6 (6/0)        | 570             | 1              | 3              | 1                  | 0                             | 0              |
| Delantero      | Paolo Guerrero    | 6 (6/0)        | 540             | 4              | 0              | 1                  | 0                             | 0              |
| Delantero      | Eduardo Vargas    | 6 (5/1)        | 476             | 4              | 1              | 0                  | 0                             | 0              |
| Entrenador     | Jorge Sampaoli    | Jorge Sampaoli | Jorge Sampaoli  | Jorge Sampaoli | Jorge Sampaoli | Jorge Sampaoli     | Jorge Sampaoli                | Jorge Sampaoli |

## Símbolos y mercadeo

### Balón
El balón oficial de la Copa América 2015 fue presentado en el Estadio Nacional de Chile el 16 de noviembre de 2014, con la presencia del jugador chileno Arturo Vidal. El balón recibió el nombre de Cachaña, un chilenismo que significa «regate» y «[habilidad para] eludir a un jugador contrario en deportes como el fútbol».

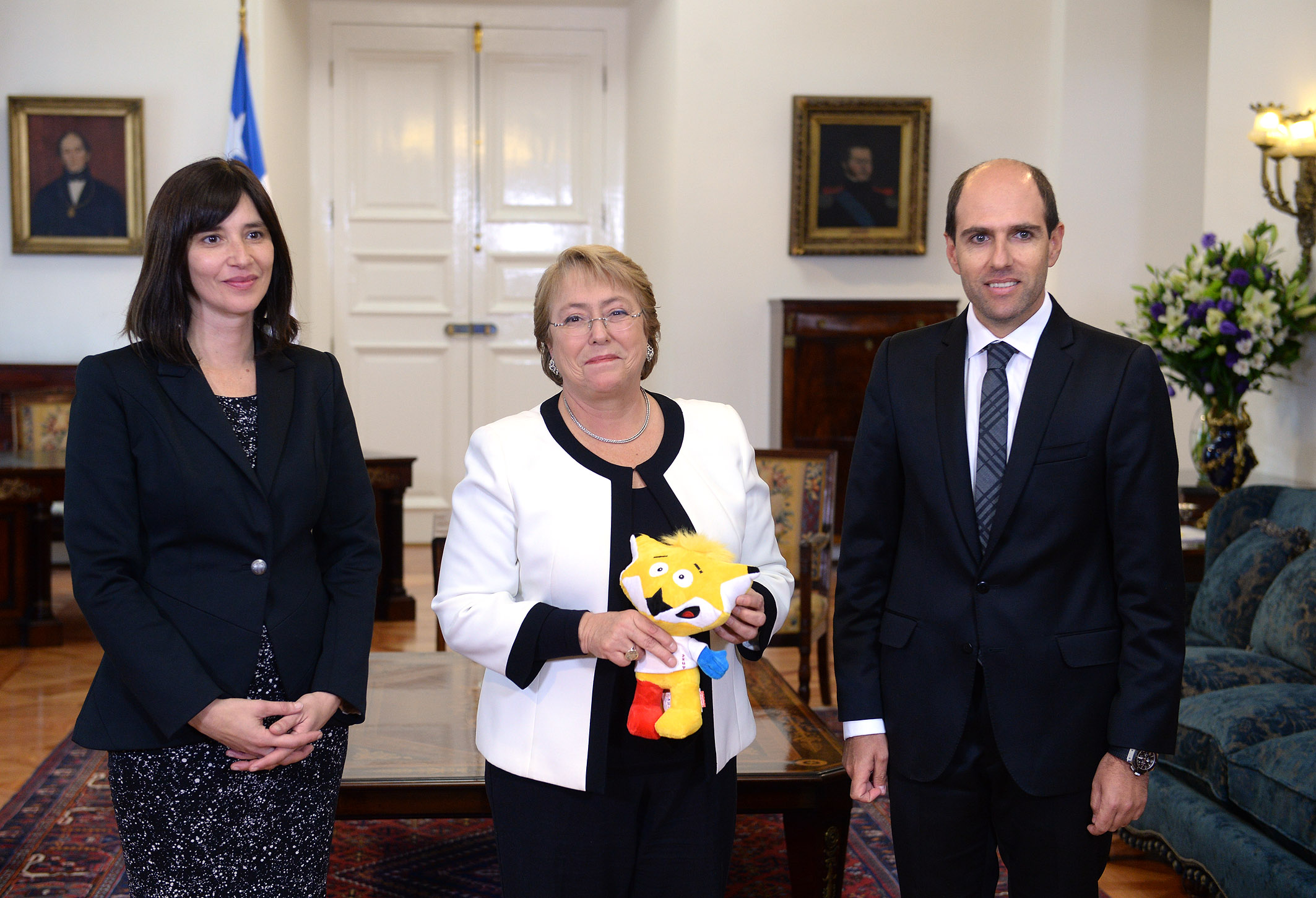
Sergio Jadue entregándole un peluche de Zincha a la presidenta Michelle Bachelet.

La pelota cuenta con doce paneles de revestimiento soldados en un sistema de tres capas, un envoltorio de poliéster y una cámara de látex de carbono que flota libremente, dando mayor sensibilidad y explosión. La «Nike Cachaña» es de color blanco y contiene bandas rojas, azules, negras y amarillas, y está inspirada en símbolos chilenos y en los colores de la bandera chilena; además, lleva el escudo de la Confederación Sudamericana de Fútbol y el logo de la marca deportiva Nike.

### Mascota
La mascota oficial del torneo, un zorro culpeo —especie animal que habita casi en la totalidad del territorio chileno y que se encuentra a lo largo de los Andes y la Patagonia—, fue presentada el 17 de noviembre de 2014 en el Complejo Deportivo Juan Pinto Durán; sus características representan al hincha del fútbol alegre, carismático y vivaz. El nombre de la mascota, Zincha (apócope de «zorro» e «hincha»), fue elegido en 28 de noviembre de 2014 mediante votación popular.

### Canción oficial
La canción oficial del torneo fue «Al sur del mundo», interpretada por la banda tropical chilena Noche de Brujas. La canción tuvo un videoclip oficial y fue interpretada en la ceremonia inaugural de la Copa América.
Otras canciones creadas con motivo del campeonato fueron:
- «Copa América» (por DJ Méndez para TVN)[45]
- «Contigo» (por Zaturno, Juan Magán y Denise Rosenthal)
- «Una ilusión» (por Américo)
- «Pon el alma en el juego» (por Denise Rosenthal, Luciano Pereyra, Sam Alves, Dulce María y Cali y El Dandee para Claro)
- «Pura vida» (por Don Omar para Univision)
- «Welcome to the Jungle» (por Neon Jungle para Bein Sports)
- «Vamos, Chile» (por Los Coperos (La Secta))
- «Porque soy hincha» (por Daniel Parraguez, Felipe Camus y Marcos MB)
- «Al sur del mundo contigo» (por Afer!)
- «Nuestra sangre» (por Bacondo, Emcidues y David Versailles)
- «Un sueño» (por Nicky Jam en apoyo a Colombia)[46]
- «Soy chileno» (por Aisack)
- «Chile a la cancha» (por Chicho & Obligados)
- «Vivelo» (por GM5)
- «El país está de fiesta» (por Camaleón Landáez)
- «Enrojecidos» (por Britty pop y los niñitos Campeones)

### Patrocinio
Los patrocinadores oficiales fueron los siguientes:
| Patrocinadores globales platino       |
| ------------------------------------- |
| - Kia Motors - Mastercard - Santander |
| Proveedores oficiales                 |
| - Canon Inc. - LAN - TAM              |

| Patrocinadores globales oro               |
| ----------------------------------------- |
| - Telcel - Claro                          |
| Patrocinadores restantes                  |
| - Doggis - Spingol - K8 Group - Infinitum |

| Patrocinadores globales plata            |
| ---------------------------------------- |
| - DHL - Coca Cola - Kellogg's - Pringles |
| Proveedor local                          |
| - Aggreko                                |

## Clasificado a la Copa Confederaciones 2017
| Bandera de Chile |
| Chile Campeón    |